# Береснев, Григорий Ефимович
Григорий Ефимович Береснев (1916—1944) — красноармеец Рабоче-крестьянской Красной Армии, участник Великой Отечественной войны, Герой Советского Союза (1945).

## Биография

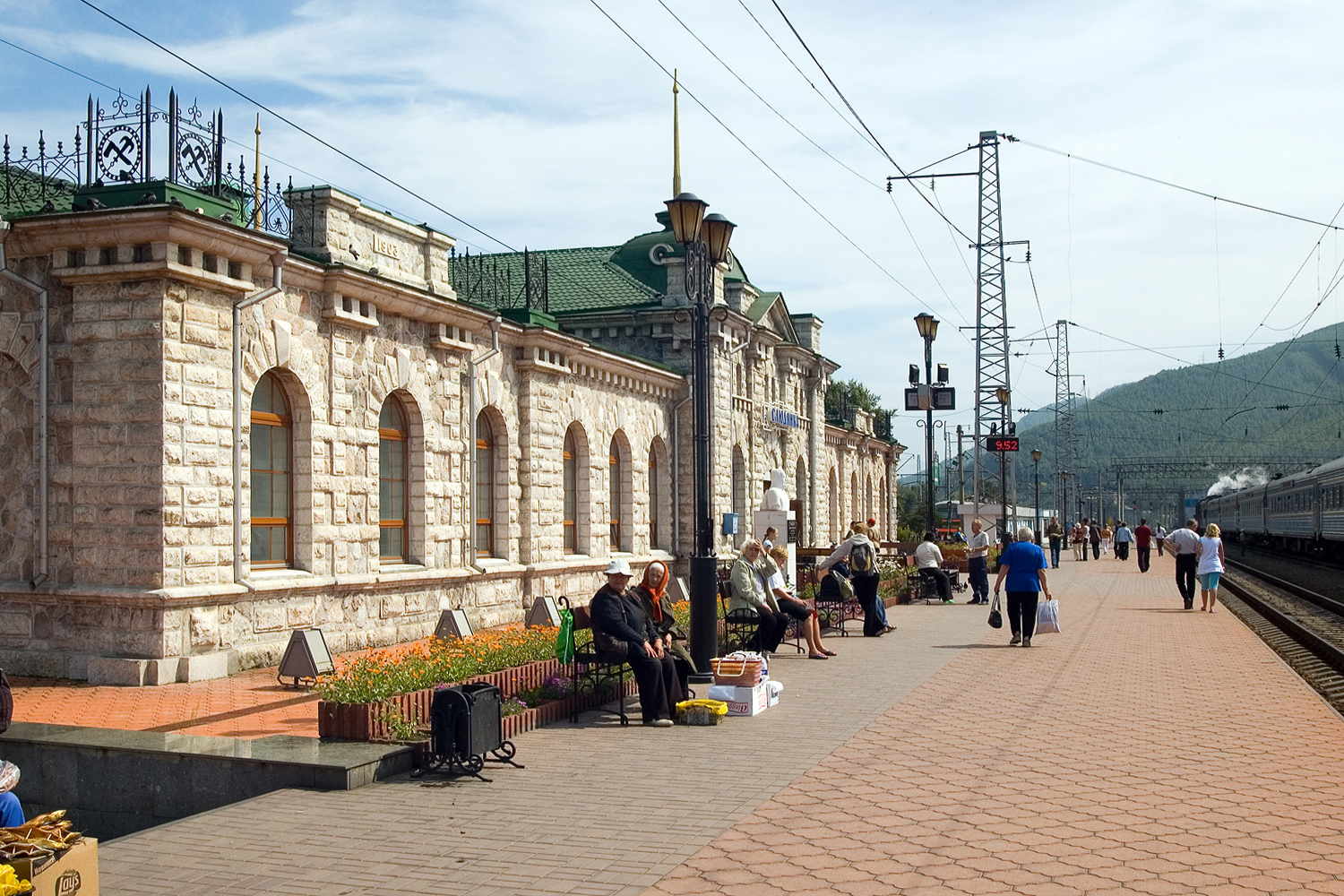
Вокзал г. Слюдянка

Григорий Береснев родился 10 (по новому стилю — 23) февраля 1916 года в селе Косиха (ныне — Косихинский район Алтайского края) в семье священника. Русский, беспартийный. В 1931 году его семья попала под раскулачивание и переехала деревню Свербиево на Амуре. Работал столяром. С 1932 года жил в городе Александровске Сахалинская область откуда уехал в село Новая Курба Заиграевского района Бурят-Монгольской АССР и стал слесарем машинно-тракторной станции. В 1935 году переехал на южное побережье озера Байкал в город Слюдянка. С 1935 года по 1942 год работал кочегаром в производственной котельной, а затем кочегаром паровоза в депо станции Слюдянка. В ноябре 1943 года был призван на службу в Рабоче- крестьянскую Красную Армию. Призывался добровольцем. С ноября 1943 года по апрель 1944 года проходил специальную подготовку. С апреля 1944 года — на фронтах Великой Отечественной войны, был гвардии рядовым разведчиком 270-й стрелковой Демидовской дивизии 6-й гвардейской армии 1-го Прибалтийского фронта.

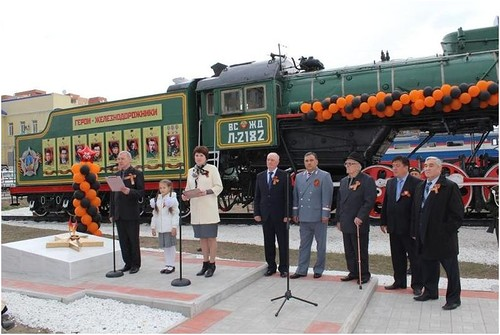
ДЭПО г. Слюдянка

Воевал на Калининском, 1-м Прибалтийском фронтах. Отличился во время форсирования Западной Двины и освобождения Белорусской ССР.

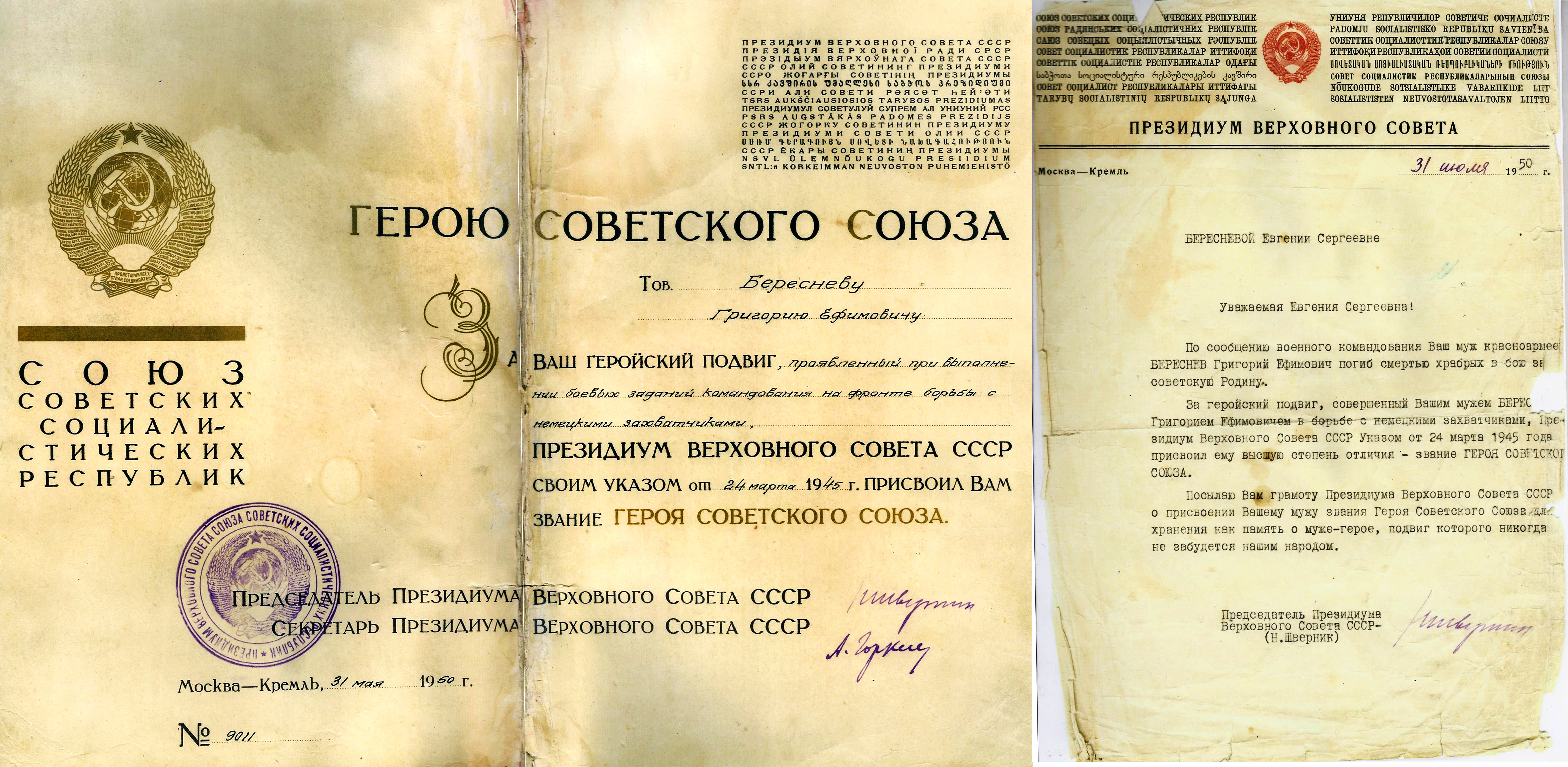

Стрелковый корпус генерала И. Ф. Федюнькина получил приказ стремительно выйти к Западной Двине и захватить плацдарм в районе поселка Улла. Это было очень важно для успеха нашего наступления на Витебском направлении. Задержка войск 1-го Прибалтийского фронта перед Западной Двиной поставила бы в трудное положение войска 3-го Белорусского фронта, успешно наступавшего в сторону Минска.

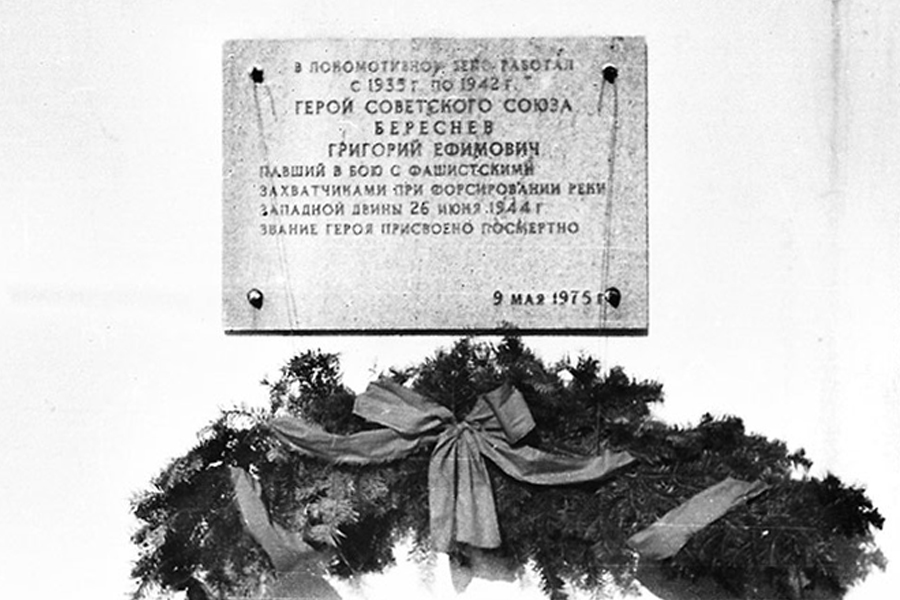

Соединения корпуса 24 июня 1944 года начали прорыв. Головной в корпусе была 270-я Девидоская дивизия, в которой воевал Г. Е. Бересенев. Немало трудностей перенесли войны на пути к реке. Пришлось преодолевать сплошную полосу болот, отстала артиллерия. Населенных пунктов перед рекой было немного, но в каждом из них остались оставались группы фашистов, с которыми завязывались схватки.
И когда бойцы, измученные тяжелым переходом и боями, вышли к водной глади Западной Двины, их встретил сильный и организованный огонь гитлеровцев, успевших закрепиться на том берегу.
Группе бойцов, в составе которой был сибиряк Бересенев, предстояло первой переправиться через Западную Двину. Наступило утро 26 июня 1944 года.
Под шквальным огнем фашистов бойцы пробирались к реке и бросались в мутные волны. Обстановка усложнялась и тем, что переправлялись они с заболоченного, правого берега Западной Двины, а фашисты сидели на хорошо укрепленных, господствующих высотах, держа под огнем всю местность и реку. Прорыв в этом месте был выбран не случайно. В двух километрах от левого берега Западной Двины в районе поселка Ула располагался вражеский аэродром и нужно было чтобы фашисты поверили, что именно в этом месте будет происходить основное наступление. Отвлечь противника для того чтобы выше по течению за следующую ночь по понтонам прошла танковая армия 3-го Белорусского фронта.

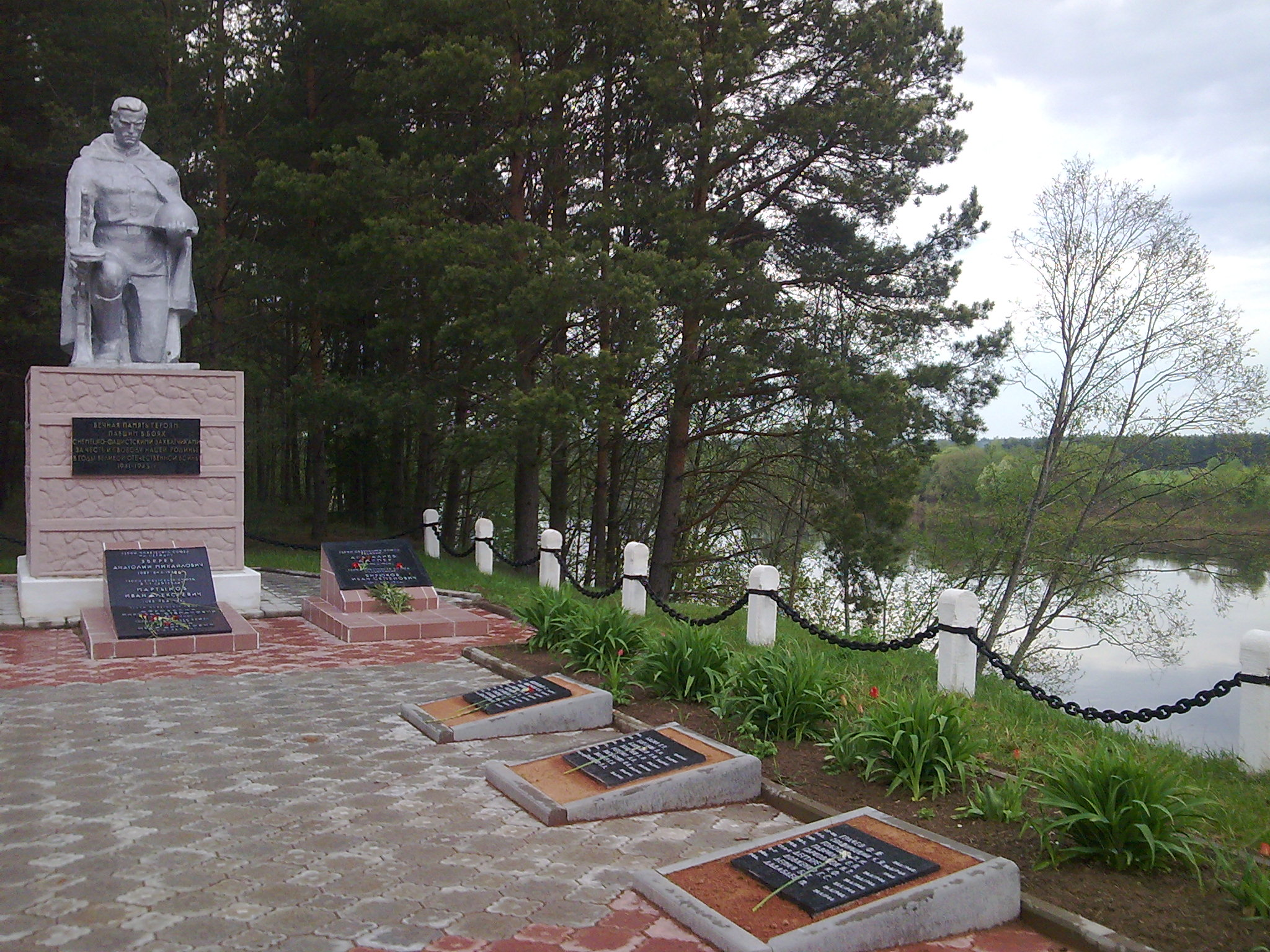
На месте формирования Западной двины

Береснев был в первой группе. Впереди него плыли два бойца, в одной руке они держали автоматы, другой лихорадочно гребли. В воде Григорий чувствовал себя уверенно. Пригодился рыбацкий опыт, приобретенный на далеком Сахалине. Все ближе и ближе берег. Но впереди плывет уже один боец, второго не видно. А вот и первый, вскинув обе руки, исчез в волнах. Так случилось, что рядовой Береснев первым ступил на вражеский берег, залег и открыл огонь из автомата. К нему присоединились один за другим мокрые, взъерошенные воины. Когда их стало шесть, Григорий крикнул: «Вперед!- На врага!».

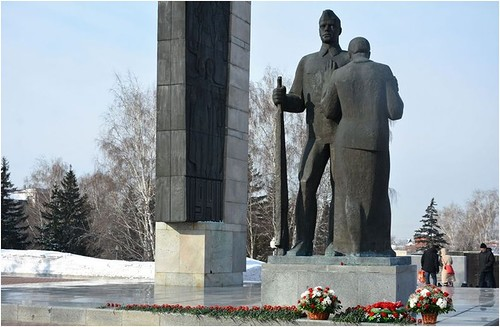
Мемориал в г. Барнауле

Броском ворвались они в траншею и схватились в рукопашную с фашистами. Штыком и гранатой сибиряк уничтожил шесть гитлеровцев. Захватив первую траншею, группа Береснева завязала бой за вторую. Но в эту минуту пуля пронзила сибиряка. Он тяжело упал, а потом, собрав последние силы, поднялся и снова бился с фашистами, ведя вперед своих однополчан. Смертью храбрых погиб в этом бою Г. Е. Береснев. Похоронен в братской могиле в числе: Героя Советского Союза лейтенанта Митрофанова Николая Ивановича, Героя Советского Союза рядового Березина Ивана Николаевича и еще 54 советских воинов в поселке Улла Витебской области.

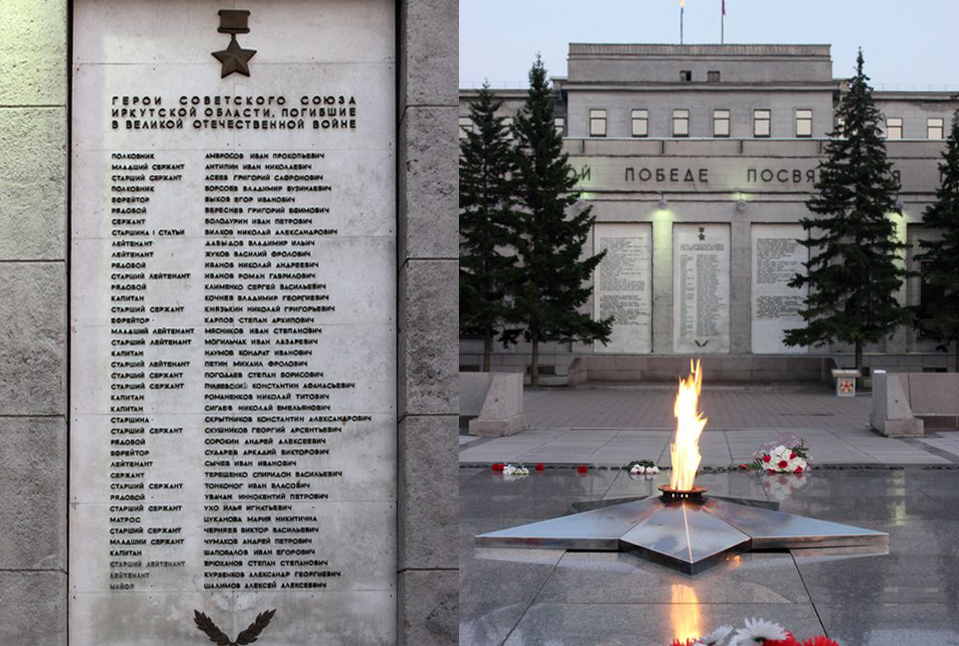
Мемориал с вечным огнем в г. Иркутское.jpg

Указом Президиума Верховного Совета СССР от 24 марта 1945 года за «образцовое выполнение боевых заданий командования на фронте борьбы с немецко-фашистскими захватчиками и проявленные при этом мужество и героизм» красноармеец гвардии рядовой разведчик Григорий Ефимович Береснев посмертно был удостоен высшего звания Героя Советского Союза. 31 мая 1950 года жене Береснева Евгении Сергеевне и его дочери Нине Григорьевне была вручена Грамота о присвоении ему звания Героя.

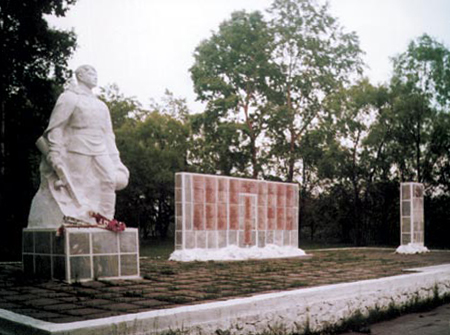
Мемориал в г. Слюдянка

В г. Слюдянка Иркутской области имя Г. Е. Береснева носит микрорайон, где на одном из зданий установлена мемориальная доска. В честь Г. Е. Бересенева названа улица в г. Витебске Республики Беларусь. Имя Г. Е. Береснева есть на Мемориалах Славы с Вечным Огнем в городах Иркутске и Барнауле. В честь Г. Е. Береснева на здании локомотивного депо ст. Слюдянка установлена мемориальная доска.
Над братской могилой в которой похоронен Г. Е. Береснев, в поселке Улла Бешенковичского района Витебской области Республики Беларусь, в 1965 году воздвигнут памятник. На левом берегу Западной Двины, где происходило форсирование 26 июля 1944 года, на месте вражеских окоп воздвигнут памятный монумент вечной памяти героям павшим в боях с немецко-фашистскими захватчиками за честь и свободу Родины в годы Великой Отечественной войны.

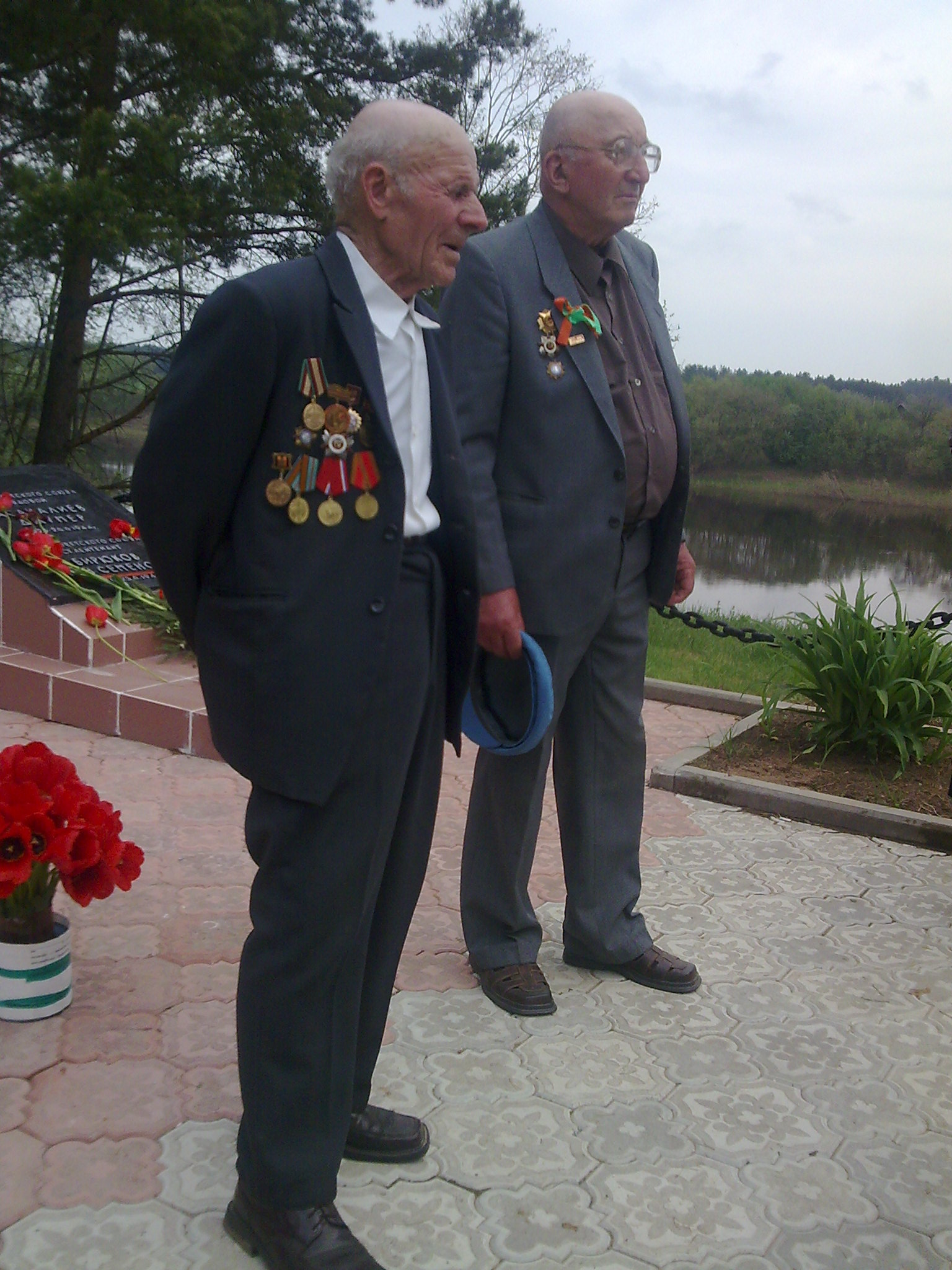
Вечная память героям!
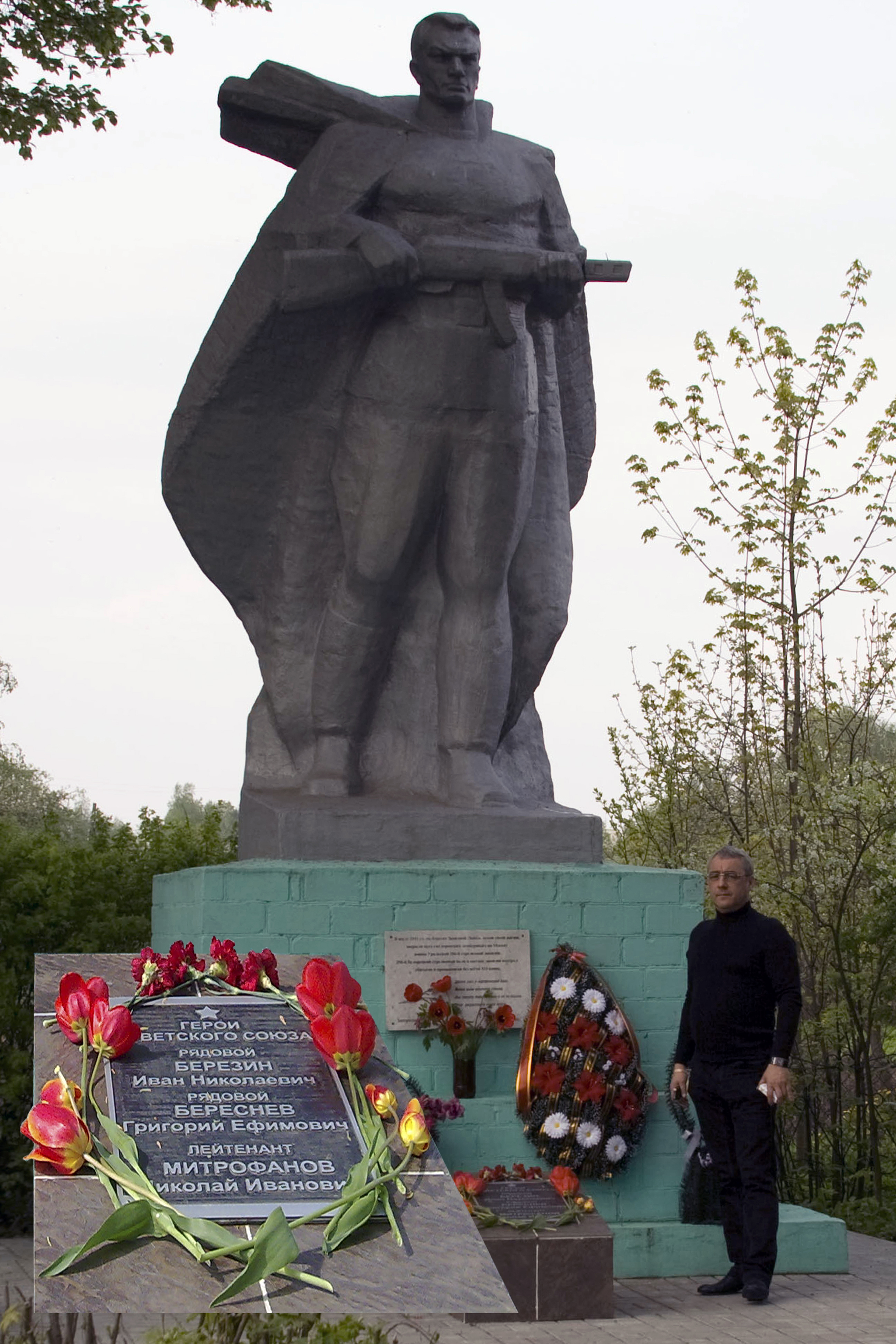
Могила в поселке Ула Витебской области
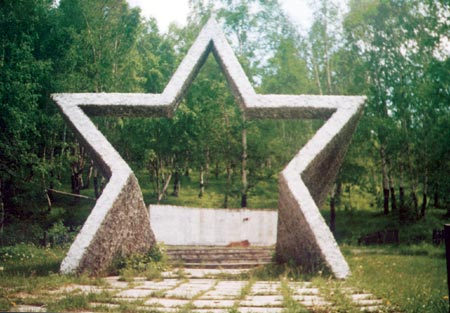
Мемориал г. Слюдянка
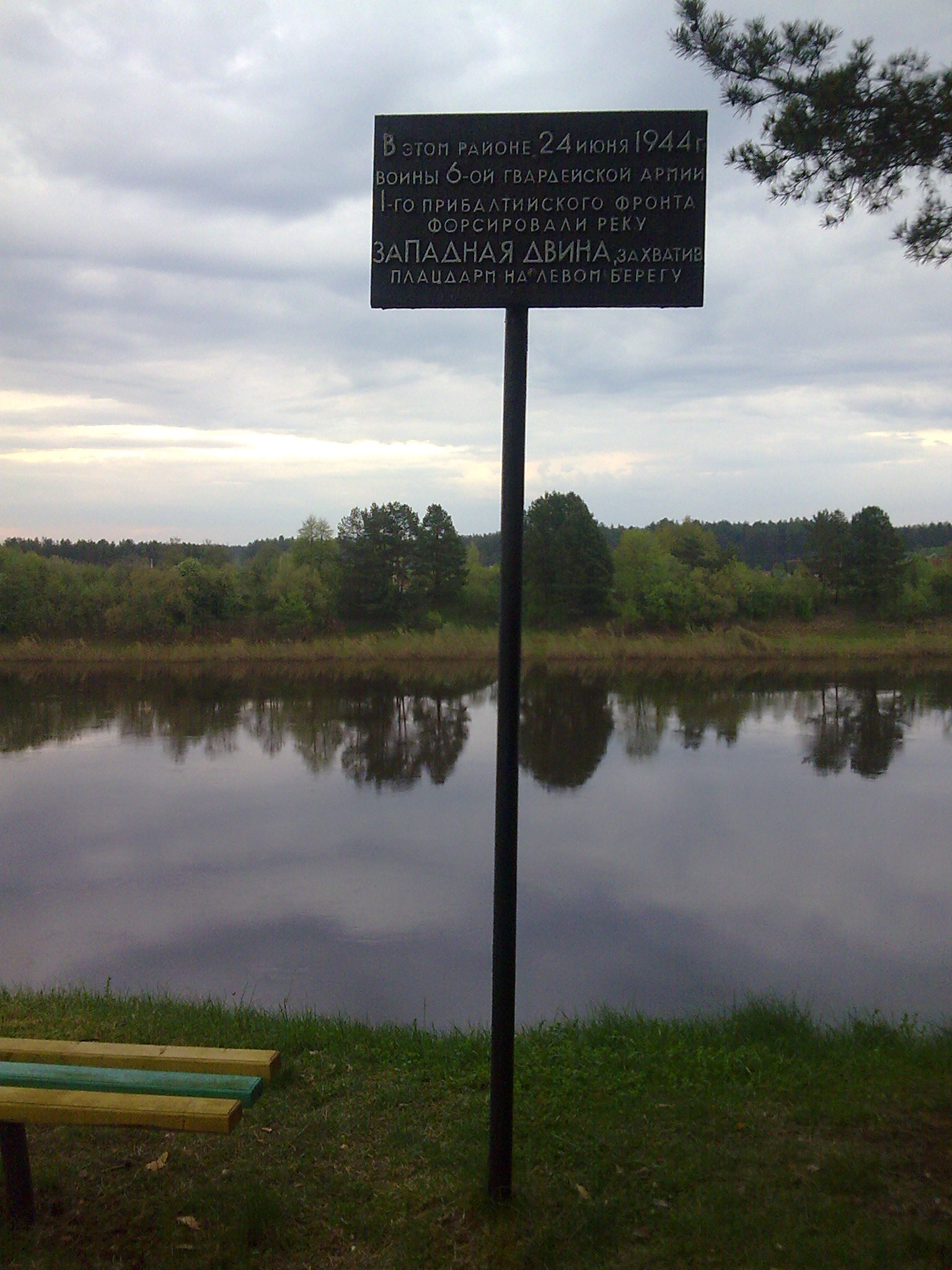
Западная двина-Место прорыва
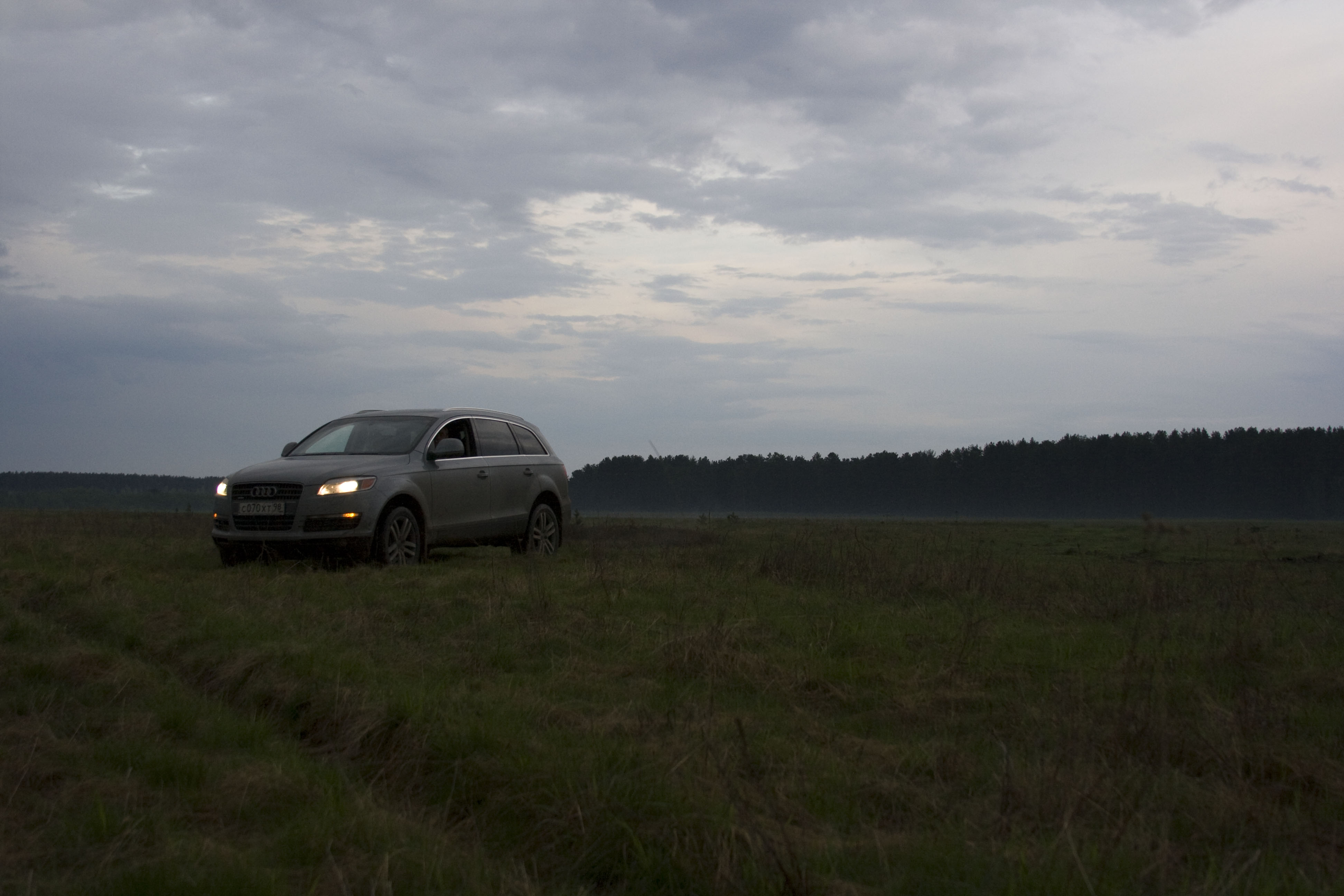
Вражеский аэродром
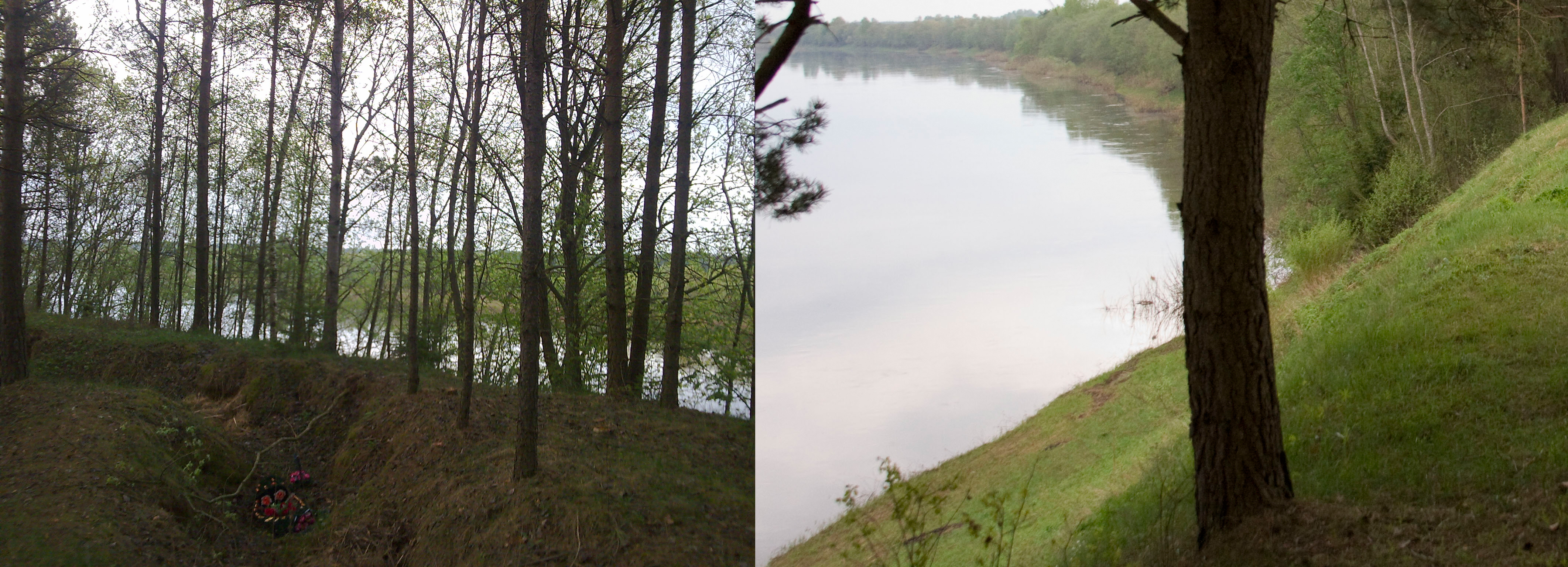
“Неприступный” берег. Слева вражеские траншеи

## Семья

Правнук героя Попов Антон Сергеевич, внук героя Попов Сергей Витальевич

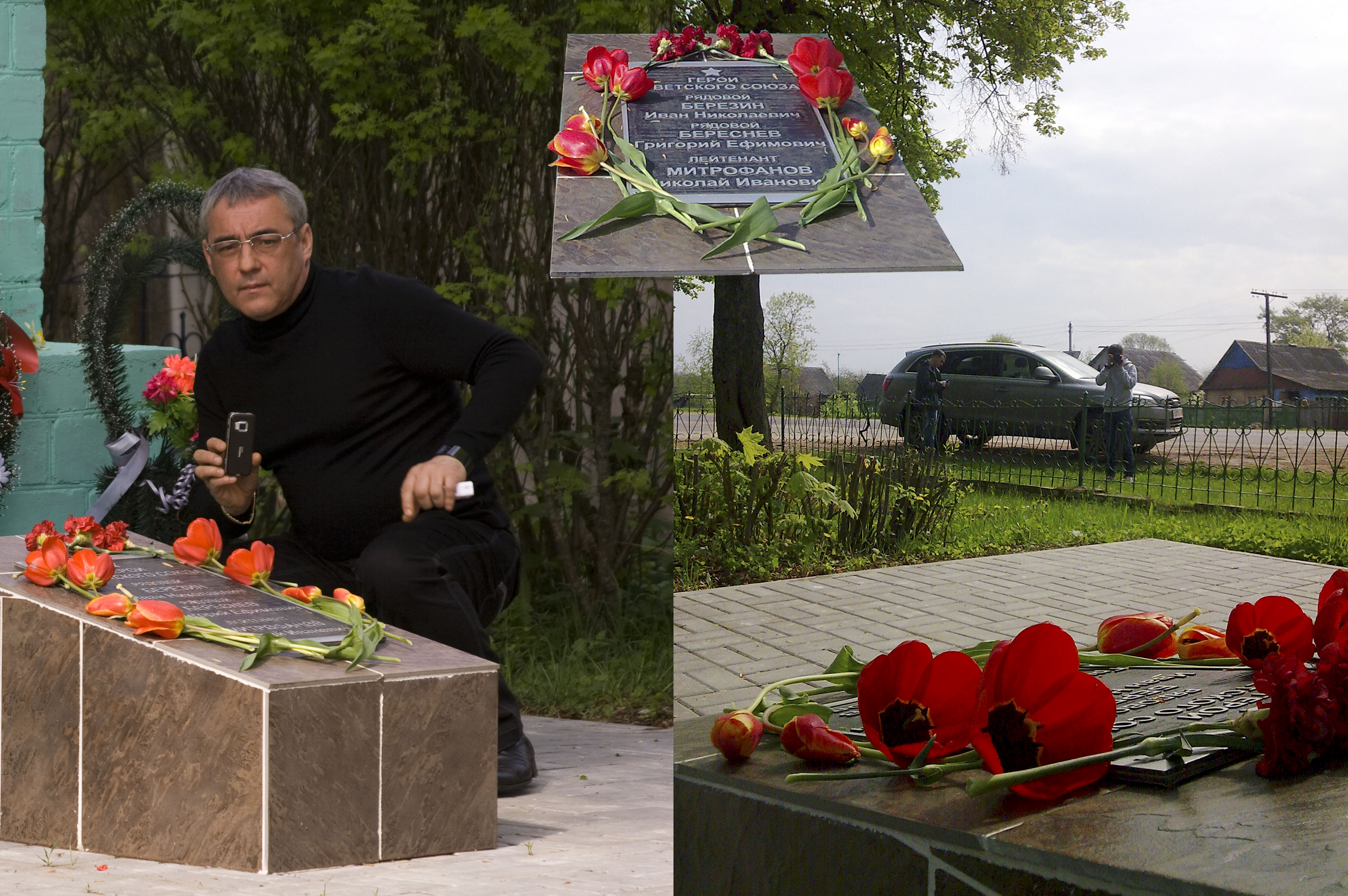
Внуки помнят!

- Жена — Береснева, Евгения Сергеевна (1915 г. — 1995 г.) похоронена г. Усть-Илимск
  - Дочь — Коротаева, Нина Григорьевна (1940 г. — 2005 г.) похоронена г. Братск
    - Внучка- Бобылева (Коротаева) Маргарита Юрьевна
    - Праправнучка- Коротаева Анна Самвеловна (род. 19. 08. 2004 год.)
    - Праправнучка- Бобылева Мария Святославовна(род. 23. 06. 2015 год.)
    - Внук — Попов, Сергей Витальевич (род. 9 декабря 1961 г.) — архитектор, художник, строитель. Санкт-Петербург.
      - Правнук — Попов, Антон Сергеевич (род. 17 июля 1989 г.) -известный архитектор Санкт-Петербурга.
      - Правнучка — Шубенко (Попова) Анастасия Сергеевна (род. 14 октября 1985 г.)- майор Управления ГБДД по Санкт-Петербургу и Ленинградской области.
- Внук — Попов Владимир Витальевич (род. 02. 11. 1960 год.)
  - Правнук- Попов Роман Владимирович
  - Правнучка- Попова Любовь Владимировна
- Внучка — Попова Елена Леонидовна (род. 13. 10. 1967 год.)
  - Правнук- Витвицкий Григорий Алексеевич (род. 17. 10. 1987 год.)
  - Праправнучка- Витвицкая Полина Григорьевна (род. 05.11.2015 год.)
  - Правнучка- Бобылева (Коротаева) Маргарита Юрьевна
  - Правнучка- Чикир Анастасия Васильевна
  - Праправнучка- Ника Андрея Сергеевна (род. 11. 12. 2010 год.)
- Внучка — Попова Анна Леонидовна (род. 13. 10. 1967 год.)
  - Правнук- Михайлов Денис Константинович
  - Правнук- Михайлов Иннокентий Константинович